# (36389) 2000 OT33
2000 OT33 (asteroide 36389) é um asteroide da cintura principal. Possui uma excentricidade de 0.11857960 e uma inclinação de 6.52060º.
Este asteroide foi descoberto no dia 30 de julho de 2000 por LINEAR em Socorro.